# Pierrefitte-sur-Seine
Pierrefitte-sur-Seine é uma comuna do departamento de Seine-Saint-Denis, localizada na região da Ilha de França, na França.

## Geografia

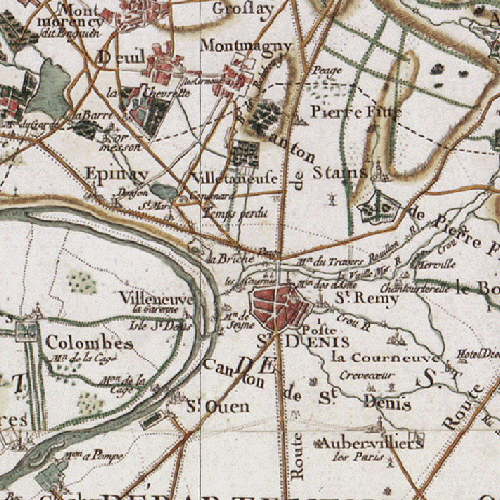
Extrato da carta de Cassini. Pierrefitte está ao norte de Saint-Denis.

O território de Pierrefitte-sur-Seine está localizado ao norte de Saint-Denis, cerca de dez quilômetros de Paris, na RN1. Ele se estende principalmente sobre a Plaine de France, mas seus limites ao noroeste são constituídos pelos contrafortes da Butte-Pinson.

### Comunas limítrofes
- Saint-Denis
- Stains
- Villetaneuse
- Sarcelles em Val-d'Oise
- Montmagny em Val-d'Oise